# Vendula Hradilová
Vendula Hradilová, známá především pod svým stage name Edna, (5. listopadu 1985 Přerov – 16. listopadu 2024 Praha) byla česká shibari riggerka, performerka a lektorka. Za svých aktivních 15 let na scéně se výrazně podílela na popularizaci umění japonské bondáže v České republice.
Byla organizátorkou mnoha tematických workshopů a také dvakrát za rok mezinárodní události Rope Spirit. Během celkem osmnácti opakování pod jejím vedením se divákům prezentovalo mnoho místních i zahraničních shibari umělců a umělkyň. Byla také první Češkou vystupující se shibari v zahraničí – na londýnském festivalu shibari Bound s Aneou Capaken a v Paříži na masterclass s japonským riggerem Renem Yagami.
Byla součástí jednoho z prvních tetovacích a piercingových studií v Česku, Hell. Studio zastřešuje společenské události spojené s různou fetish tematikou pod značkou Hell Events, jednou z nich je i Rope Spirit.